# 陂头镇 (连平县)
陂头镇是中国广东省河源市连平县下辖的一个镇，位于连平县西部。辖区总面积315.8平方公里，总人口3.2万人。陂头镇属喀斯特地貌区域，亦是岩溶区域。因其地貌雄奇险峻，同时亦有桂林山水的风貌，故有“小桂林”之称。

## 特色
陂头镇周围被石峰包围。同时因形状特别，给人一种“江作青罗带，山如碧绿簪”的感觉。此外青灰色的峰林与黄绿相间的田园交相辉映，通过陂头河将村庄串联起来。此外，当地美食为红薯粉。
陂头镇亦有许多代表性的古建筑，同时保存古建数量之多为连平之最，类型主要有寨围、祠堂、楼角、民居。其中最具代表性的则为“谦吉”楼。同时这也是一座九角楼，兼具军事防备功能。同时角楼上还有一个迷你型的“角屋”，供守望者观察全屋情况。同时屋墙上的铁刺亦可作防备之需。

## 行政区划
陂头镇下辖以下村级行政区划单位
陂头社区、连光村、连星村、官岭村、李坑村、资溪村、陂头村、夏田村、金中村、腊溪村、三水村、分水村、花山村、大华村、浦田村、塘田村和贵塘村。